# Afghanische Cricket-Nationalmannschaft in Sri Lanka in der Saison 2023
Die Tour der afghanischen Cricket-Nationalmannschaft nach Sri Lanka in der Saison 2023 fand vom 2. bis zum 7. Juni 2023 statt. Die internationale Cricket-Tour war Bestandteil der Internationalen Cricket-Saison 2023 und umfasste drei ODIs. Sri Lanka gewann die Serie mit 2–1.

## Vorgeschichte
Für beide Teams war es die erste Tour der Saison. Das letzte Aufeinandertreffen der beiden Mannschaften bei einer Tour fand in der Saison 2022/23 in Sri Lanka statt.

## Stadion
Das folgende Stadion wurde für die Tour als Austragungsort ausgewählt.
| Stadion                                 | Stadt      | Kapazität | Spiele      |
| --------------------------------------- | ---------- | --------- | ----------- |
| Mahinda Rajapaksa International Stadium | Hambantota | 35.000    | 1. – 3. ODI |

## Kaderlisten
Afghanistan benannte seinen Kader am 15. Mai 2023.
Afghanistan benannte seinen Kader am 30. Mai 2023.
| ODI | ODI |
| Sri Lanka | Afghanistan |
| --- | --- |
| - Dasun Shanaka (K) - Kusal Mendis (K, wk) - Charith Asalanka - Dushmantha Chameera - Dhananjaya de Silva - Wanindu Hasaranga - Dushan Hemantha - Chamika Karunaratne - Lahiru Kumara - Dimuth Karunaratne - Angelo Mathews - Pathum Nissanka - Matheesha Pathirana - Kasun Rajitha - Sadeera Samarawickrama (wk) - Maheesh Theekshana | - Hashmatullah Shahidi (K) - Rahmat Shah (vK) - Abdul Rahman - Azmatullah Omarzai - Fareed Ahmad - Fazalhaq Farooqi - Ibrahim Zadran - Ikram Alikhil (wk) - Mohammad Nabi - Mujeeb Ur Rahman - Najibullah Zadran - Noor Ahmad - Rahmanullah Gurbaz (wk) - Rashid Khan - Riaz Hassan |

## One-Day Internationals

### Erstes ODI in Hambantota
| 2. Juni Scorecard | Hambantota | Sri Lanka 268 (50)                | – | Afghanistan 269-4 (46.5) |
|                   |            | Afghanistan gewinnt mit 6 Wickets |   |                          |

Afghanistan gewann den Münzwurf und entschied sich als Feldmannschaft zu beginnen. Für Sri Lanka konnte sich Eröffnungs-Batter Pathum Nissanka etablieren und an seiner Seite Kusal Mendis 11 und Angelo Mathews 12 Runs erzielen. Nachdem Charith Asalanka ins Spiel gekommen war, verlor Nissanka nach 38 Runs sein Wicket und dem hineinkommenden Dhananjaya de Silva gelang ein Fifty über 51 Runs. Er wurde gefolgt von Dasun Shanaka mit 17 und Dushan Hemantha mit 22 Runs, bevor Asalanka nach einem Half-Century über 91 Runs sein Wicket verlor und das Innings mit einer Vorgabe von 269 Runs endete. Beste afghanische Bowler waren Fareed Ahmad mit 2 Wickets für 42 Runs und Fazalhaq Farooqi mit 2 Wickets für 58 Runs. Für Afghanistan bildeten die Eröffnungs-Batter Rahmanullah Gurbaz und Ibrahim Zadran eine Partnerschaft. Gurbaz schied nach 14 Runs aus und wurde gefolgt durch Rahmat Shah. Zadran verlor dann sein Wicket nach einem Fifty über 98 Runs und wurde durch Hashmatullah Shahidi ersetzt. Shah erzielte ein Half-Century über 55 Runs, woraufhin Mohammad Nabi ins Spiel kam. Nachdem Shahidi nach 38 Runs ausgeschieden war, konnte Nabi mit 27* Runs die Vorgabe einholen. Bester sri-lankischer Bowler war Kasun Rajitha mit 2 Wickets für 49 Runs. Als Spieler des Spiels wurde Ibrahim Zadran ausgezeichnet.

### Zweites ODI in Hambantota
| 4. Juni Scorecard | Hambantota | Sri Lanka 323-6 (50)           | – | Afghanistan 191 (42.1) |
|                   |            | Sri Lanka gewinnt mit 132 Runs |   |                        |

Sri Lanka gewann den Münzwurf und entschied sich als Schlagmannschaft zu beginnen. Für sie bildeten die Eröffnungs-Batter Pathum Nissanka und Dimuth Karunaratne eine Partnerschaft. Nassanka erreichte 43 Runs und wurde durch Kusal Mendis ersetzt. Karunaratne schied nach einem Fifty über 52 Runs aus und der hineinkommende Sadeera Samarawickrama erzielte 44 Runs. An der Seite von Mendis folgte dann Dhananjaya de Silva, bevor Mendis nach einem Half-Century über 78 Runs sein Wicket verlor. Der ins Spiel kommende Dasun Shanaka konnte 23 Runs erreichen, bevor Wanindu Hasaranga zusammen mit de Silva das Innings beendete. Beide erreichten dabei 29* Runs. Beste afghanische Bowler waren Mohammad Nabi mit 2 Wickets für 52 Runs und Fareed Ahmad mit 2 Wickets für 61 Runs. Für Afghanistan formte der Eröffnungs-Batter Ibrahim Zadran mit dem dritten Schlagmann Rahmat Shah eine Partnerschaft. Shah verlor nach 36 Runs sein Wicket und wurde durch Hashmatullah Shahidi ersetzt. Zadran erzielte ein Fifty über 54 Runs und nachdem Azmatullah Omarzai ins Spiel kam, schied Shahidi nach einem Fifty über 57 Runs aus. Omarzai verlor dann im 43. Over nach 28 Runs das letzte Wicket des Spiels. Beste sri-lankische Bowler waren Dhananjaya de Silva mit 3 Wickets für 39 Runs und Wanindu Hasaranga mit 3 Wickets für 42 Runs. Als Spieler des Spiels wurde Dhananjaya de Silva ausgezeichnet.

### Drittes ODI in Hambantota
| 7. Juni Scorecard | Hambantota | Afghanistan 116 (22.2)          | – | Sri Lanka 120-1 (16) |
|                   |            | Sri Lanka gewinnt mit 9 Wickets |   |                      |

Afghanistan gewann den Münzwurf und entschied sich als Schlagmannschaft zu beginnen. Eröffnungs-Batter Ibrahim Zadran fand mit dem fünften Schlagmann Mohammad Nabi einen partner, bevor er selbst nach 22 Runs ausschied. Nachdem an der Seite von Nabi der hineinkommende Najibullah Zadran 10 Runs erreicht hatte, kam Gulbadin Naib ins Spiel. Nabi verlor sein Wicket dann nach 23 Runs, und Nabi erzielte 20 Runs. Abschließend konnte dann Fareed Ahmad noch ungeschlagene 13* Runs hinzufügen, bis das letzte Wicket des Innings fiel. Beste sri-lankische Bowler waren Dushmantha Chameera mit 4 Wickets für 63 Runs und Wanindu Hasaranga mit 3 Wickets für 7 Runs. Für Sri Lanka bildeten die Eröffnungs-Batter Pathum Nissanka und Dimuth Karunaratne eine Partnerschaft. Nissanka schied nach einem Fifty über 51 Runs aus, bevor Karunaratne zusammen mit Kusal Mendis die Vorgabe nach 16 Overn einholte. Karunaratne erzielte dabei ein Fifty über 56* Runs und Mendis 11 Runs. Das Wicket für Afghanistan erzielte Gulbadin Naib. Als Spieler des Spiels wurde Dushmantha Chameera ausgezeichnet.

## Auszeichnungen

### Player of the Series
Als Player of the Series wurden der folgende Spieler ausgezeichnet.
| Serie | Player of the Series |
| ----- | -------------------- |
| ODI   | Dushmantha Chameera  |

### Player of the Match
Als Player of the Match wurden die folgenden Spieler ausgezeichnet.
| Spiel  | Player of the Match |
| ------ | ------------------- |
| 1. ODI | Ibrahim Zadran      |
| 2. ODI | Dhananjaya de Silva |
| 3. ODI | Dushmantha Chameera |